# Kriegerdenkmal Sieglitz
Das Kriegerdenkmal Sieglitz ist ein denkmalgeschütztes Kriegerdenkmal in der Ortschaft Sieglitz der Stadt Könnern in Sachsen-Anhalt. Im örtlichen Denkmalverzeichnis ist das Kriegerdenkmal unter der Erfassungsnummer 094 60150 als Baudenkmal verzeichnet.
Das Kriegerdenkmal Sieglitz befindet sich westlich des Kirchhofes vor der Hausnummer 3 in Sieglitz. Bei dem Kriegerdenkmal handelt es sich um eine Gedenkstätte für die Gefallenen des Ersten Weltkriegs. Bei der Gedenkstätte handelt es sich um eine Stele mit einer Inschrift. Die Inschrift lautet Dem Gedächtnis unserer Toten des Weltkrieges 1914–18 und den Namen der Gefallenen.

## Quelle
- Gefallenendenkmal Sieglitz Online, abgerufen am 2. August 2017.